# Michelle Agyemang
Michelle Agyemang, född den 3 februari 2006 i South Ockendon, är en engelsk fotbollsspelare.

## Karriär
Michelle Agyemang inledde sin seniorkarriär i Arsenal år 2022. 2023 lånandes hon ut till Watford för att 2024 lånas ut till Brighton & Hove Albion. Hon har även representerat den engelska damlandslaget där hon debuterade år 2025. Hon ingick i det engelska lag som tog guld i EM 2025, och blev utsedd till turneringens bästa unga spelare.